# Coudray (Mayenne)
Coudray è un comune francese di 876 abitanti situato nel dipartimento della Mayenne nella regione dei Paesi della Loira.

## Società

### Evoluzione demografica
Abitanti censiti